# Roald Amundsen (Schiff, 1952)

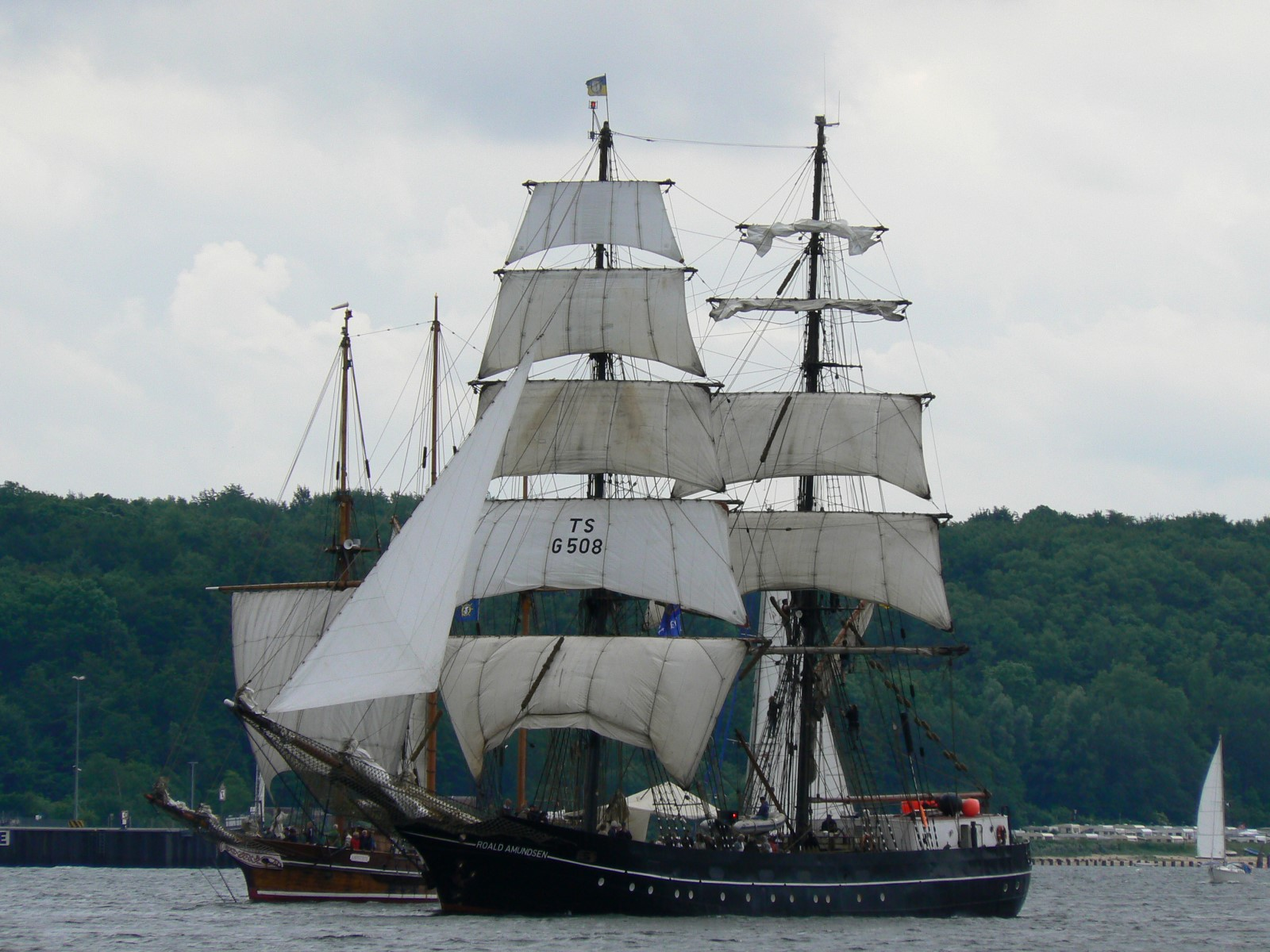
Auf der Kieler Woche, mit kleinem Zelt für Tagesgäste hinterm Fockmast vor der Amphitrite, 2007

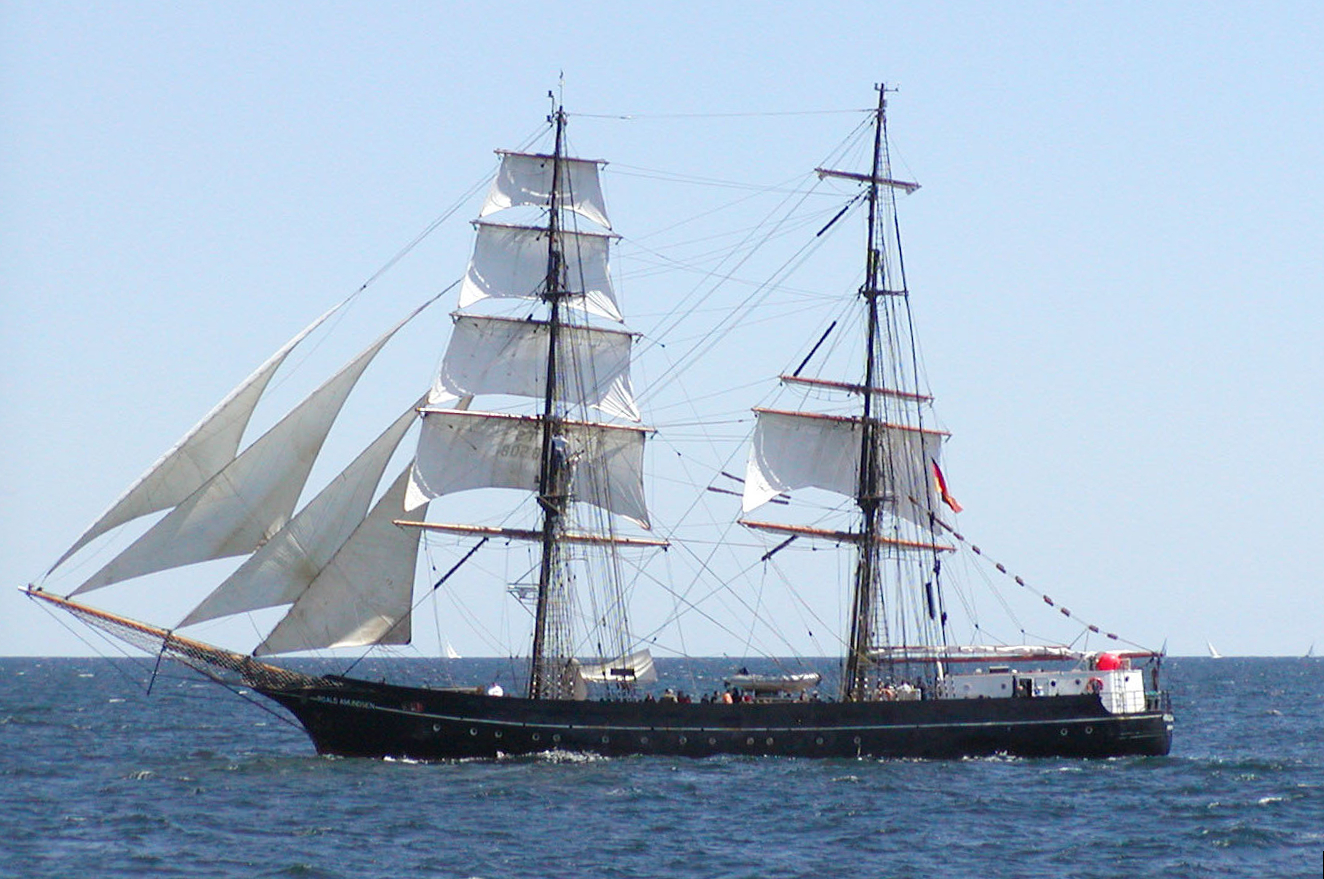
Bei gesetzten Rahsegeln (li.) stehen die drei oberen Rahen höher als bei geborgenen Segeln (re., wo die Bramrah fehlt), 2008

Die Roald Amundsen ist ein 1952 in Roßlau an der Elbe gebautes deutsches Stahlschiff. Nach verschiedenen Einsätzen erhielt es 1992 zwei Masten und Segel und wurde damit zur Brigg umgebaut. Ziel seiner Fahrten ist seither, Menschen die klassische Seemannschaft auf Traditionsschiffen bzw. -seglern nahezubringen.

## Geschichte
Gebaut wurde der Rumpf 1952 auf der Roßlauer Werft an der Elbe (DDR) als Logger zum Fischfang. Noch während der Bauphase wurde das Schiff umgebaut zu einem sogenannten Tanklogger, d. h. ein mit großen Tankkapazitäten ausgestattetes Schiff. Dieses Schiff wurde mit seitlich angebrachten zusätzlichen Schwimmkörpern, die den Tiefgang verminderten, in die Ostsee gebracht, um auf der Peene-Werft in Wolgast als Projekt 235 mit dem Namen Vilm endausgerüstet zu werden. Die Vilm diente viele Jahre der Volksmarine der DDR als Tank- und Versorgungsschiff und versorgte Marineeinheiten mit Treibstoff, Trinkwasser und Ausrüstung. Ständiger Liegeplatz war Peenemünde. Die Besatzung setzte sich überwiegend aus Zivilangestellten zusammen, die von einem Offizier der Nationalen Volksarmee befehligt wurden.
In den 1970er Jahren wurde das Schiff zum Bilgenentöler umgebaut, dies wiederum auf der Peene-Werft. Die Aufgaben wandelten sich, sodass das Schiff im regelmäßigen Linienverkehr die einzelnen Standorte der Volksmarine besuchte und Bilgenwasser aus den Schiffen abpumpte und zur Wiederaufbereitung zu einer zentralen Sammelstelle brachte.
Zum Jahreswechsel 1989 wurde dieser Dienst eingestellt. Das Schiff wurde nach einem Jahr Aufliegen nach Neustadt in Holstein geschleppt und diente im Marinestandort Neustadt als Wohnschiff für Wachmannschaften.
Zum Jahreswechsel 1991 wurde die Vilm von der Verwertungsgesellschaft für Bundeseigentum in Frankfurt (VEBEG) zum Verkauf ausgeschrieben und von Detlev Löll und Hanns Temme ersteigert und am 2. Dezember 1991 übernommen. Unter Mithilfe eines Teils der alten Besatzung fuhr die Vilm von Neustadt nach Wolgast. Dort begannen im Frühjahr 1992 die Arbeiten am Schiff. Zuerst erfolgte eine massive Demontage bis zur vollständigen Demontage des Hauptdecks und des Zwischendecks und zum Ausbau des kompletten Maschinenraums. Danach wurde das Schiff sandgestrahlt, mit neuem Außenkiel versehen, zur Brigg umgebaut und unter dem Namen Roald Amundsen im Juli 1993 in Dienst gestellt. An den Umbauten waren etwa 200 ABM-Kräfte beteiligt. Die Arbeiten wurden vom Land Mecklenburg-Vorpommern und der Bundesanstalt für Arbeit finanziert. Im Rahmen dieses ABM-Projektes wurden auch die Schiffe Fridtjof Nansen und Nobile umgebaut.
Mitte 1993 wurde das Schiff in Fahrt gebracht und von den Eignern an den Verein „LebenLernen auf Segelschiffen e. V.“ verchartert. Dieser gab das Schiff befristet an den Verein „Segelschiff Fritjof Nansen e. V.“ weiter. Am 15. November 1993 schloss die erste Saison ab. Seit Anfang 1994 wird die Roald Amundsen vom Verein LlaS selbst bereedert und in der erlebnisorientierten Vereinsarbeit eingesetzt.
Heimathafen der Roald Amundsen ist heute Eckernförde. Von hier aus unternimmt sie in den Sommermonaten meist Fahrten durch die gesamte Ostsee von der Dänischen Südsee bis ins Baltikum und auf der Nordsee. Im Herbst nimmt die Roald Amundsen Kurs auf wärmere Gegenden, in denen sie den Winter verbringt, bis sie im Frühjahr wieder auf Heimatkurs geht.
Der Törnplan der Roald Amundsen beinhaltet immer wieder auch entferntere Ziele:
- 1995: Sommer: Island; Winter: Kanarische Inseln
- 1996: Schottland, Finnland  und Russland (Sankt Petersburg)
- 1998: Südamerika und flußauf Rio Pará bis Belém, Französisch-Guyana und Trinidad auf den Spuren von Alexander von Humboldt
- 2000: Tall Ships' Race 2000 in Nordamerika
- 2001: Winter: Karibik
- 2006: Frankreich, England, Irland (Cork, Frühjahr 2006)
- 2006/07 Winter: Mittelmeer
- 2007: Finnland, Litauen (Memel)
- 2007/08 Winter: Mittelmeer
- 2007: Litauen (Memel)
- (November 2009 bis Februar 2010: längere Werftzeit)
- 2010 ab März: von den Kanarischen Inseln über die Antillen und Bermuda nach Kanada; über den Sankt-Lorenz-Strom in die Großen Seen, auf denen dann von Mitte Juli bis Anfang September an der Tall Ships Challenge[1] teilgenommen wurde; im Oktober/November 2010 Rückreise über die Azoren zu den Kanarischen Inseln und nach einem Stopp in Helgoland zum Heimathafen Eckernförde
- 2011/2012 Winter: Karibik
- 2012/2013 Winter: Karibik
- 2013/2014 Winter: Karibik
- 2014/2015 Winter: Sal/Kapverdische Inseln, Kanarische Inseln, Teneriffa, Azoren
- 2015/2016 Winter: Karibikreise mit der Schulklasse der High Seas High School
- 2017/2018 Winter: Karibikreise mit der Schulklasse der High Seas High School
- 2018/2019 Winter: Kanarische Inseln
- 2019/2020 Winter: Karibikreise mit der Schulklasse der High Seas High School[2]
- 2022/2023 Winter; Atlantikquerung mit einer rein weiblichen Besatzung (Puerto de la Cruz nach Fort-de-France)[3]
- 2023 Winter: zweimonatiger Segeltörn von Eckernförde zu den Kanarischen Inseln mit einer Schulklasse der Emil-Molt-Schule

## Unter Deck, Ausstattung
Im unteren Teil befinden sich Tanks und der Beton-Ballast. Der feste Ballastanteil beträgt 180 Tonnen, der flüssige 108 Tonnen. Davon sind ca. 30 Tonnen Dieseltank, ca. 25 Tonnen Frischwassertank, ca. 20 Tonnen Ballastwassertank und ca. 25 Tonnen Grauwassertank. Außerdem sind hier auch die Trockenlasten für Lebensmittel und ähnliches untergebracht. Darüber sind die Kabinen und die Messe sowie andere Räume wie Maschinenraum, Bootsmannsstore und so weiter untergebracht. Im Deckshaus befinden sich der Kartenraum, das Hospital, und die Kombüse.
Das Schiff ist unter Deck komplett in Holz ausgebaut, verfügt über eine Zentralheizung und mehrere Dusch- und Waschräume mit fließend Warm- und Kaltwasser. Als Traditionssegler verzichtet die Roald Amundsen weitestgehend auf besonderen Luxus und unnötige moderne Ausrüstung. Stattdessen wird, wo möglich und sinnvoll, auf traditionelle Methoden zurückgegriffen (z. B. Spleiß und Takling). Die Sicherheitsausstattung ist jedoch auf dem aktuellen Stand und entspricht den von der Gemeinsamen Kommission für historische Wasserfahrzeuge GSHW festgelegten Anforderungen.

## Technik und Ausrüstung
- Hauptmaschine:
 Achtzylinder-Dieselmotor, Langsamläufer von Buckau-Wolf. Leistung 300 PS (220 kW) bei 180 min−1, Hubraum 48.000 cm³, Verbrauch: circa 0,8 Tonnen Dieselöl am Tag bei halber Kraft. Die Maschine hat kein Getriebe, sie muss zum Rückwärtsfahren angehalten, umgesteuert und in der anderen Richtung neu gestartet werden. Angelassen wird mit Pressluft.
- Generatoren und Stromversorgung:
 Drei Generatoren, von denen zwei kleinere gemeinsam betrieben werden können. Ein Großteil der elektrischen Verbraucher an Bord wird über ein 24-Volt-Netz aus Batterien gespeist und steht daher rund um die Uhr zur Verfügung. Zum Laden der Batterien und zum Betrieb bestimmter Großverbraucher (z. B. Ankerspill und Herd) laufen die Generatoren im Normalfall etwa neun Stunden am Tag und bei Bedarf die beiden kleinen Generatoren.
 Eine Landstromversorgung mit 380 V ist möglich.
- Sonstiges:
 Zwei fest installierte Feuerlöschpumpen, eine tragbare Feuerlöschpumpe, Osmose-Meerwasserentsalzungsanlage, Beiboot mit 40-PS-Außenbordmotor, Dieselheizung, Brandmeldeanlage
- Funk- und Navigationsausrüstung:
 In Anlehnung an SOLAS, Fahrtgebiet A3: Radar, Echolot, zwei GPS-Navigationsempfänger, Magnetkompass, 2 × UKW-Sprechfunk, UKW-DSC-Controller, UKW-Handsprechfunkgeräte, ein Grenzwellen-/Kurzwellenfunkgerät mit DSC-Controller, EPIRP-Satellitennotsender, Inmarsat-C-Anlage, Inmarsat-Mini-M-Anlage für Fax/E-Mail/Telefon, Bordhandy, Wetterfax, Navtex, AIS-Gerät (Automatic Identification System), 2 × SART.

## Rigg
Die Takelage der Brigg ist – im Gegensatz zu den Sicherheitsriggs vieler anderer derzeit segelnder Windjammer – den arbeitsintensiven Riggs der traditionellen Handelsschiffe des ausgehenden 18. Jahrhunderts nachempfunden. So sind z. B. die oberen drei Rahen der beiden Masten fierbar angebracht, d. h. zum Setzen der Segel an diesen Rahen werden nicht (nur) die Segel nach unten, sondern die Rahen nach oben gezogen. Sinn dieser Konstruktion war, den Schwerpunkt des Schiffes bei nicht gesetzten Segeln und leerem Frachtraum nach unten zu verlagern, um die Kentergefahr (etwa bei Seitenwind) zu verringern. Hierbei legen Royal- und Bramrah einen verhältnismäßig kleinen Weg zurück. Die unterste fierbare Rah, die Obermarsrah, legt jedoch fast den gesamten Weg der Höhe des Obermarssegels zurück.
Keins der Rahsegel ist reffbar; gerefft werden kann allein das Briggsegel (ein Gaffelsegel). Die Rahsegel sind jedoch insgesamt etwas kleiner bemessen, so dass das Schiff zwar bei Leichtwinden schwerer in Fahrt kommt, die Segel aber bei starken Winden auch ungerefft noch länger eingesetzt werden können.
Das Schiff hat an den Unterrahen (d. h. untersten Rahen) bewegliche Toppnanten. Durch die Krängung bei der Fahrt durch das Wasser stehen die Rahen nicht parallel zur Wasseroberfläche. Dies ist bei einem Amwindkurs, bei dem die Segel der Länge nach angeströmt werden, störend. Schräg stehende Rahen verwirbeln den Wind und er strömt die rechteckigen Segel nicht mehr optimal an. Um die Rahen nun wieder parallel zum Wasser stellen zu können (sogenanntes Dumpen), werden die Toppnanten genutzt, je ein Tampen an Backbord und Steuerbord, die, an der Leeseite durchgeholt, zunächst nur die untere Rah bewegen. Die darüber befindlichen Rahen folgen bei gesetzten Segeln zwangsläufig nach, da sie miteinander verbunden sind.
- Stehendes Gut:
 Das stehende Gut der Roald Amundsen besteht ausschließlich aus Drahttauwerk unterschiedlicher Stärken, das zum Teil mit Hüsing gekleedet und mit einer Wurzelteer-Farbmischung behandelt ist.
- Laufendes Gut:
 Das laufende Gut besteht aus Polypropylen-Tauwerk, das einen hanfähnlichen Griff hat und auch ähnlich wie Hanftauwerk aussieht. Dies hat gegenüber echtem Hanftauwerk den Vorteil, dass viel höhere Bruchlasten erreicht werden und der Verschleiß durch Wind, Wetter, Salz und vor allem UV-Strahlung viel geringer ist. Die Vorläufer an Schoten, Geitauen etc. sind zum großen Teil aus Drahttauwerk. Es sind circa vier Kilometer laufendes Gut verbaut. 184 Tampen sind an Deck auf Holz- oder Stahlnägeln belegt und werden zum Segelsetzen, Bergen, Manövrieren etc. bedient.
- Segel:
 Die Segel sind aus Dacrontuch verschiedener Stärken. Auch dieses wird so behandelt, dass es Brahmtuch aus Leinen relativ ähnlich sieht.

## Besatzung

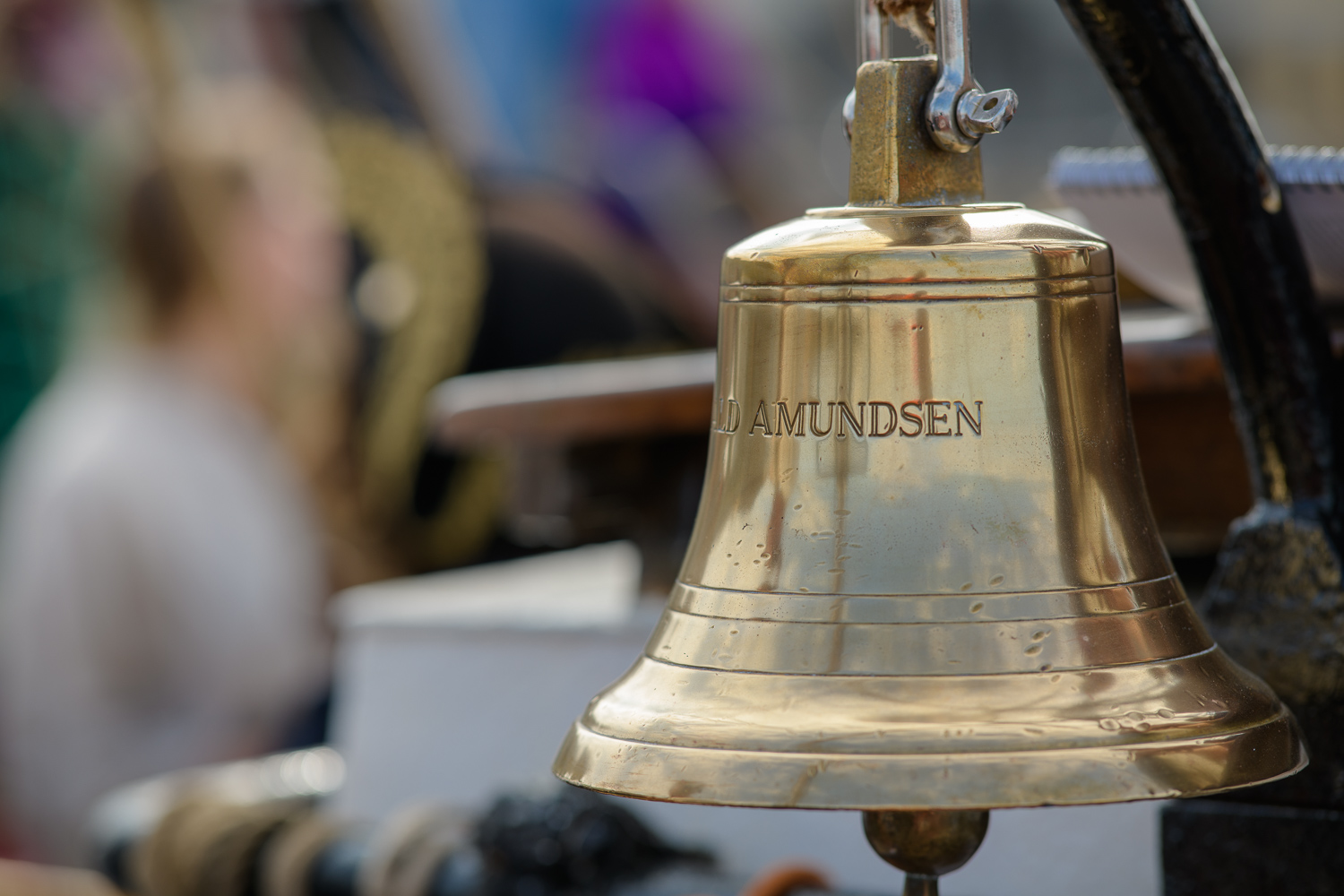
Die Schiffsglocke wird traditionell als Zeitsignal (Glasen) für das Wachsystem genutzt.

Die Roald Amundsen fährt normalerweise im sogenannten Dreiwachsystem. Eine Wache setzt sich dabei im Regelfall aus einem Steuermann (Nautiker), einem Toppsgasten (wachführender Matrose), ein bis zwei Deckshänden (erfahrene Matrosen), ggf. einem Deckshandanwärter und den Trainees zusammen. Die Trainees stehen in der Tradition der Auszubildenden eines Segelschulschiffs. Zahlende Gäste sind auf der Roald Amundsen vollwertiger Teil der Mannschaft und segeln und erhalten zusammen mit der Stammcrew das Schiff. Weiterhin gibt es wachfreie Personen an Bord, hierzu zählen der Kapitän, der Maschinist, Maschinenassistent, Smut und der Bootsmann.